# Ludwig Ruhl
Ludwig Ruhl (* 8. Januar 1879; † 1971) war ein deutscher Gymnasiallehrer und Altphilologe.
Ludwig Ruhl studierte an der Universität Gießen, wo er 1903 mit einer religionsgeschichtlichen Arbeit promoviert wurde. Er war von 1904 bis zu seiner Pensionierung als Lehrer am Gymnasium in Bensheim tätig. Seit dem 1. November 1933 war er Betreuungswart der SS, am 30. Mai 1937 beantragte er die Aufnahme in die NSDAP und wurde rückwirkend zum 1. Mai desselben Jahres aufgenommen (Mitgliedsnummer 4.369.540).
Er publizierte Artikel in Wilhelm Heinrich Roschers Ausführlichem Lexikon der griechischen und römischen Mythologie.

## Veröffentlichungen (Auswahl)
- De Mortuorum iudicio (= Religionsgeschichte Versuche und Vorarbeiten Bd. II, 2). Gießen 1903 (= Dissertation, Digitalisat).
- Die letzten 50 Jahre [1886–1936]. In: Festschrift zur 250-Jahrfeier des Gymnasiums Bensheim a.d. Bergstraße 1686–1936. Bensheim 1936, S. 35–52.